# Kalasjnikovo

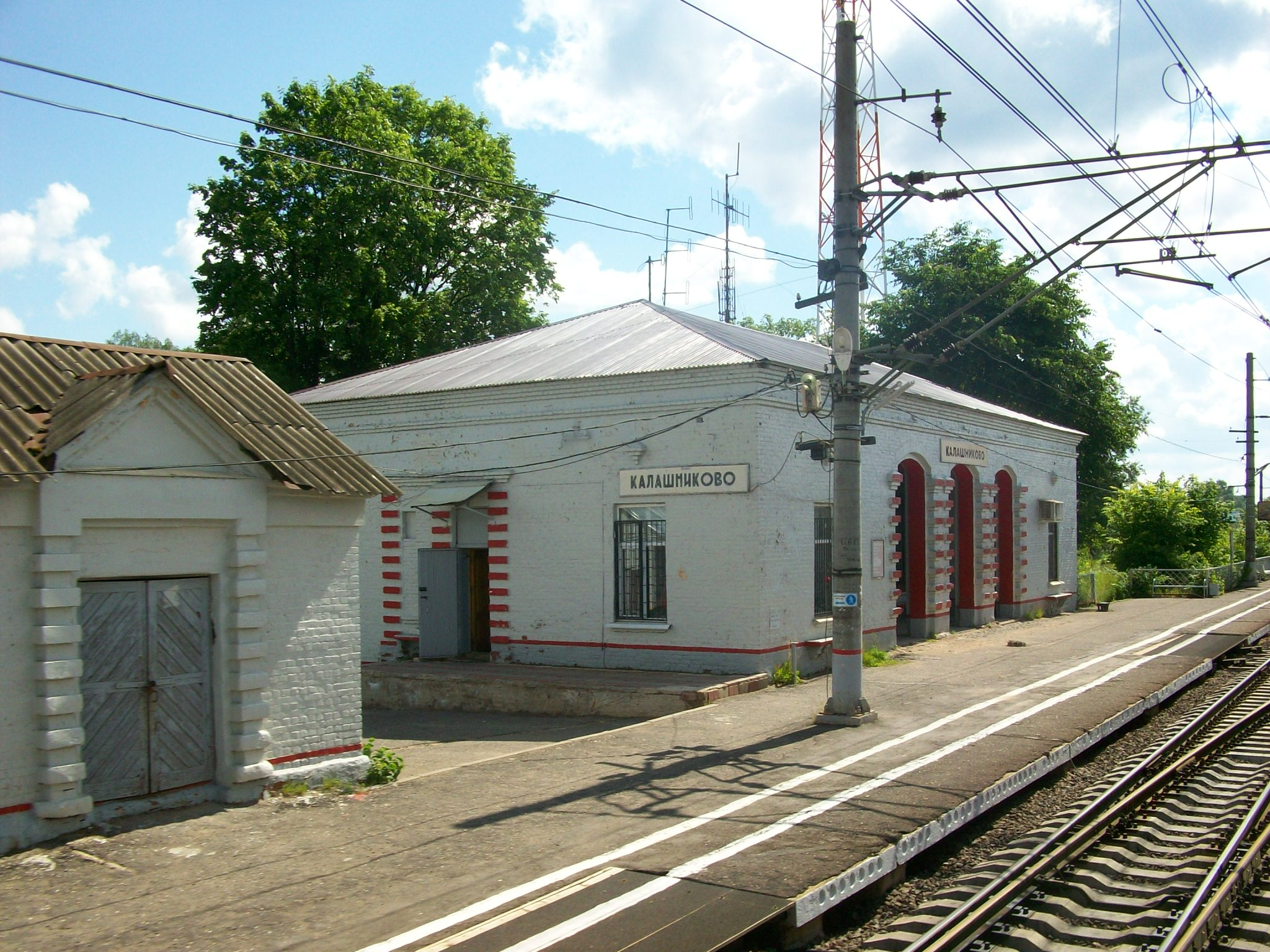
Järnvägsstationen i Kalasjnikovo.

Kalasjnikovo (ryska: Калашниково) är en stad i Tver oblast i Ryssland. Folkmängden uppgick till 4 941 invånare i början av 2015.